# Georges Aber
Pour les articles homonymes, voir Aber (homonymie).
Georges Aber, nom de scène de Georges Poubennec, né le 17 juillet 1930 à Brest (Finistère) et mort le 16 mars 2012 à Plougastel-Daoulas (Finistère), est un auteur-compositeur français. Après une courte carrière de chanteur (1959-1963), Georges Aber se consacre exclusivement à une carrière de parolier mettant sa plume au service de nombreux interprètes, se faisant une spécialité de l'adaptation en français de nombres de succès américains.

## Biographie
Source pour l'ensemble de cette section (sauf indications contraires).
Après des études en école supérieure de commerce à Paris, Georges Aber découvre Elvis Presley et une musique venue des États-Unis, nommée rock'n'roll. Sur la radio Europe 1, il participe à l'émission Numéros 1 de demain, où on l'incite à adapter en français des chansons américaines. Il obtient un succès avec l'une de ses premières chansons, Mes frères, enregistrée par plusieurs interprètes de renoms : Maria Candido, Anny Gould, John William et Dalida.
En 1959, il commence une carrière de chanteur, où déjà il se distingue en interprétant ses propres adaptations. Son premier super 45 tours propose une adaptation de Bigger Than Texas de Tommy Sands, Plus grand en français, mais c'est Rue de la solitude (adaptation de Lonely Avenue interprété par Ray Charles et écrit par Doc Pomus), qui retient l'attention. Tout comme J'ai rêvé (Dream Lover par Bobby Darin), se distingue sur son second disque. Sur le suivant, Comme un tigre est un rock remarqué par les amateurs. Les titres phares de ses trois disques, Mes frères (Manhattan Spiritual), Qu'il fait bon vivre (Down By The River Side) et Jericho, ont en commun d'êtres adaptés d'airs traditionnels de Negro-spirituals.
Son succès en tant qu'interprète n'est pas probant et Georges Aber revient, dès le début des années 1960, exclusivement à l'écriture (il sort toutefois, en 1963, un quatrième et dernier EP), se faisant parolier pour les jeunes artistes de la génération dite « Yéyé », pour lesquels il adapte et offre de nombreux succès : Le p'tit clown de ton cœur (Cathy's Clown), Tu parles trop (You Talk Too Much), Peppermint Twist, Le Locomotion, Da dou ron ron (Da Doo Ron Ron), Noir c'est noir, etc.
Georges Aber est chanté par la plupart des vedettes montante de l'époque : Richard Anthony, Frank Alamo, Claude François, Dick Rivers avec Les Chats sauvages, Les Chaussettes noires, Sylvie Vartan, Pétula Clark, [...], et Johnny Hallyday pour lequel, durant cette décennie, il devient avec Ralph Bernet et Long Chris, l'un des paroliers attitrés.
Durant la seconde partie de la décennie, Georges Aber agrandit encore son panel d'interprètes : Sheila, Nicoletta, Pia Colombo, Michèle Arnaud, Noël Deschamps, Alain Bashung, etc.
Le parolier obtient encore quelques succès au début des années 1970, avec le chanteur Christophe (Mère tu es la seule en 1972) et particulièrement Séverine qui interprète une quinzaine de ses chansons (entre 1968 et 1972).
Par la suite, la carrière de Georges Aber est plus discrète.

## Discographie

### Interprète
- Mes frères, 1959 chez Véga[8]
- Qu'il fait bon vivre, 1959 chez Véga[9]
- Jericho, 1960 chez Véga[10]
- Je ris quand j’ai le blues, 1963 chez Polydor[11]

## Auteur et compositeur pour...
Georges Aber a écrit, adapté et/ou composé notamment pour :
- Sylvie Vartan : Panne d'essence (1961)[2], Le Loco-motion (1962)[2], ll revient (1963)[2], Sha la la (1964)[2], Mister John B. (1966)[2], Irrésistiblement (1968)[2], Bye bye love (avec Danny Boy), Un p'tit je ne sais quoi, Chance, Moi je pense encore à toi, Quand le film est triste, Oui c'est lui, Moi (je ne suis plus rien), Il faut trouver son coin de ciel (Beyond The Rising Sun de Marc Bolan).

- Petula Clark : Dans le temps (1964)[2], Les gens diront, Cœur blessé (1962)[2], Mon bonheur danse (1963)[2], Entre nous, il est fou (1963)[2], Prends garde à toi (1964)[2], Viens avec moi (1965)[2], Mon amour (1966)[2], Tout le monde veut aller au ciel mais personne ne veut mourir (1966)[12], Va toujours plus loin[2], Ya Ya Twist[2], Partir, il nous faut[2], Claquez vos doigts

- Franck Alamo : Le chef de la bande, Pas de larmes, Reviens vite et oublie, Je me bats pour gagner, Non ne dis pas adieu

- Richard Anthony : Le p'tit clown de mon cœur, Roly Poly, Fich' le camp Jack, Belle-maman (avec Frankie Jordan), Quand tu me diras... oui[13]

- Les Chaussettes Noires : Tu parles trop[14], Le Twist[15], ll revient, Peppermint twist

- Danyel Gérard : Le Marsupilami, lmprovisez le "Shout", Youpi ya Tamouré

- Noël Deschamps : On joue avec son cœur, Aujourd'hui tout va vite, À quoi ça tient, Souviens-toi que moi je t'aime, La vie est un combat, Tu n'es plus dans l'coup, Cherche encore

et aussi :
- Jericho (John William-Colette Deréal-Caterina Valente)
- L'orage (John William)
- J’ai rêvé "Dream Lover"[16] & Je l'attends (Dalida)
- Mes Frères (Dalida-Maria Candido-Anny Gould-John William-Dominique)
- Cri de ma vie (Richard Anthony-Sylvie Vartan-Les Pirates-Bob Azzam)
- Cœur brisé à prendre & Papa Liszt twist (Henri Salvador)
- Venus en blue-jeans (Claude François)
- Toute ma vie (Michel Sydney)
- Qu'il fait bon vivre (Annie Cordy-Les Compagnons de la chanson-Claude Robin)
- Chéri chéri, je reviens (Maya Casabianca)
- Joue papa (Jean Bretonnière)
- Jamais je n'oublierai (Orlando)
- Bye, bye (Nancy Holloway)
- Bien trop court (Dick Rivers)
- Un p'tit je ne sais quoi (Les Chats sauvages), (Sylvie Vartan)
- Oh ! Baby tu me rends fou (Les Chats sauvages)
- Moi je pense encore à toi (Claude François-Sylvie Vartan)
- J'irai n'importe où, Personne comme toi, Belle maman & Toi toi toi toujours toi (Rocky Volcano)
- Bang bang, Petite fille de français moyen & Quand une fille aime un garçon (Sheila)
- Parc'que j'ai revu François & Cœur (Ria Bartok)
- Bientôt les vacances (Monty)
- Mais tu l'aimes (Sandie Shaw)
- Les secondes (Alain Bashung)
- Sur les vingt (Pia Colombo)
- Je ne peux l'acheter (Les Lionceaux)
- Quatre garçons dans le vent (Les Lionceaux)
- Ils font pleurer les filles (Christine Lebail)
- Je croyais (Michèle Arnaud)
- Reviens vite et oublie (Les Surfs)